# 穆罕默德·穆尔西
穆罕默德·穆罕默德·穆尔西·伊萨·阿耶特（阿拉伯语：محمد محمد مرسى عيسى العياط，1951年8月20日—2019年6月17日），埃及工程师、大学教授、政治家及阿拉伯埃及共和国第5任总统。2011年4月30日至2012年初任埃及的伊斯兰政党自由与正义党主席。2012年总统选举中击败世俗派候選人、前总理艾哈迈德·沙菲克，成为埃及史上首位民主选举产生的总统。2013年7月3日，穆尔西被埃及军方罢黜，并且暂停现行宪法，埃及最高宪法法院院长阿德里·曼苏尔随后被军方任命为代总统。穆爾西隨即被軍方拘禁，並受到起訴。2015年4月21日，法院判決穆爾西在2012年“以暴力對待示威者”罪名成立而謀殺罪名不成立，判處他20年有期徒刑。同年5月16日因“越狱罪”被判处死刑（該判決於2016年11月15日被最高法院撤銷並下令重審）。2016年6月18日，他又因“间谍罪”、泄露“机密文件”罪被开罗刑事法庭分别判处25年和15年有期徒刑，合计判处40年有期徒刑，该判决相当于無期徒刑。

## 早年
穆尔西于1951年8月20日出生于埃及东部省的一个农民家庭。1975年获得开罗大学的技术工程学士学位，1978年获得该校的金属工程学硕士学位。1982年获得南加州大学的材料科学博士学位。1982年到1985年担任加州州立大学北岭分校的助理教授。1985年返回埃及任宰加济格大学的材料科学教授，并担任工程系主任。

## 从政
穆尔西早年曾是埃及反以色列团体“抵抗犹太复国主义委员会”的成员。1970年代末加入穆斯林兄弟会，很快成为穆兄会训导委员会成员。
2000年以独立候选人身份当选人民议会议员，任期为2000年12月1日至2005年12月12日，并出任穆兄会议会党团主席。
2005年成为穆兄会最高决策机构——指导局的成员，同年的议会选举中，保住了自己的席位，此后因参与支持改革派法官的示威被判入狱七个月。
2011年1月27日穆兄会宣布将参加反对穆巴拉克的抗议示威后，与穆兄会其他领导人一同被捕，并在七天后的越狱事件中重获自由。穆巴拉克下台后，穆兄会筹备建党，于4月30日组建自由与正义党并担任首任主席。

## 总统
2012年3月31日，穆兄會背景的自由与正义党推举海拉特·沙特尔为总统候选人，不过沙特尔的资格在4月14日被选举委员会认定无效，因为他刚于2011年3月获释，这违背了选举法规定的六年前获释的人才有资格参选的内容。

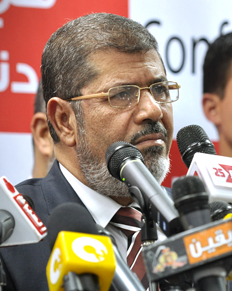
2012年6月18日，穆尔西在宣布自己当选总统的记者会上

后来穆尔西成为该党候选人参加2012年埃及总统选举。在第一轮选举中穆尔西获得24.78%的得票率，与获得23.66%得票率的前总理沙菲克进入第二轮对决。当地时间6月24日16点，埃及最高总统选举委员会主席苏尔坦公布穆尔西以51.73%的支持率（1323万票）击败48.24%得票率（1234.7万票）的沙菲克，当选埃及总统。他也因此成为埃及历史上首位代表伊斯兰势力、没有军方背景的总统。
结果公布后軍方領導人坦塔维发表声明祝贺穆尔西当选，坦塔维说选举结果表明军方不偏袒任何候选人，最终的人选是由人民的意志决定的。沙菲克当晚也发表声明祝贺穆尔西，并希望他上任后的艰难使命能取得成功。当选总统后他立即辞去了党主席一职，以便更好地履行总统职务。
当地时间24日晚间，他发表了当选后的30分钟的首次电视讲话。他说，目前埃及社会正面临严重分裂，所有民众应尽释前嫌、团结一致，实现社会和解。他也表示，“我们将努力保护埃及的安全。我们尊重所有的国际条约和协议。我们已经告诉世界，我们想要和平。”联合国秘书长潘基文、美国总统奥巴马、欧盟外长阿什顿、英国外长黑格、土耳其外交部、巴勒斯坦的哈马斯和法塔赫、以色列、伊朗等许多国家的政府等都对穆尔西的当选表示祝贺。6月30日，他在最高宪法法院宣誓就职，承诺建立世俗、民主、法治的现代化国家。

### 内政
2012年7月8日，穆尔西颁布政令以恢复被解散的人民议会运作，不过之后很快被最高宪法法院认定无效。为了消解他同军方的矛盾，7月12日，他发表声明称将尊重宪法法院的裁决，不再执行之前颁布的政令。
2012年7月下旬，穆尔西任命希沙姆·甘迪勒出任总理并负责组建内阁，8月2日，新内阁正式上任。
8月12日，穆尔西命令武装部队最高委员会主席、国防部长坦塔维和军队总参谋长萨米·阿南辞职；他同时宣布武装部队最高委员会于2012年6月17日通过的限制总统权力的宪法修正案无效，公布的新宪法声明从当天起生效。穆尔西的发言人Yasser Ali宣布，坦塔维与阿南两人将继续担任总统的顾问，两人还被授予埃及最高荣誉“尼罗河勋章”。穆尔西提名时任军事情报主管阿卜杜·法塔赫·西西担任新的国防部长，西德基·苏卜希担任总参谋长，资深法官马哈茂德·马基担任副总统。纽约时报分析称，这个事件是穆巴拉克下台以来埃及政局的一次大变动。半岛电视台称这是军方和总统之间权力斗争激化的表现。而路透社在一则新闻中引述军事委员会一名资深成员的话称，这“是经过咨询坦塔维和军事委员会其他成员后做出的”决定。8月13日，埃及军方发表声明表示尊重和支持总统调整人事的决定，同时多个党派也表示支持总统的决定；分析人士称，穆尔西从此巩固了政府的执政基础，有利于政府集中精力解决国家面临的各种问题。
10月8日颁布大赦令，赦免从2011年1月25日至2012年6月30日期间，为“支持革命”、推翻穆巴拉克政权而被捕的公民。被赦免者包括被起诉者和正在服刑者，不过涉嫌犯有谋杀罪的人不在赦免之列。有报道5000余名公民在此期间被捕。穆尔西的法律顾问称大赦令是“埃及革命最重要的胜利之一”，“显示了埃及革命力量正在行使权力，并影响国家决策，是一个保护革命成果的立法”。
11月下旬，他颁布新法令赋予总统新权力，包括可解除穆巴拉克时代的总检察长及任命新人选，这引起许多埃及人的示威抗议。反对者认为这是他想要独揽权力的象征，而穆尔西辩称这是民主改革的需要。在经过连续多天的抗议反对后，穆尔西于12月8日宣布废除了上述扩权令。
在穆爾西執政期間，埃及經濟進一步惡化，甚至較穆巴拉克時期更糟，通貨膨脹率從穆巴拉克下台前的每年3%升至每年13%至18%，失業率則升至13%。

### 外交

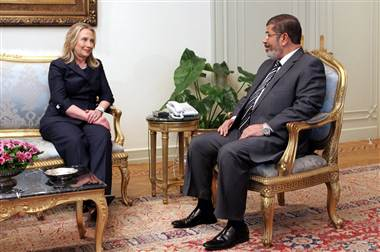
2012年11月22日穆尔西与美国国务卿希拉里·克林顿会面

穆爾西于2012年7月11日首次出国访问沙特阿拉伯，同国王阿卜杜拉举行了会谈。之後，他成為35年來首位訪問伊朗的埃及總統。8月30日，在伊朗首都德黑兰举办的不结盟运动峰会上，当时担任该组织秘书长的穆尔西在讲话中称，他与叙利亚人民站在一起，反抗已失去合法性的叙利亚压迫政权，并呼吁结束叙利亚当局的“血腥屠杀”。
2013年6月15日，穆尔西领导的埃及政府决定召回驻叙利亚大使、关闭叙利亚驻埃及大使馆，以断绝同叙利亚阿萨德政府的所有外交关系。他表示埃及政府、民众和军队都支持叙利亚民众的选择，强调埃及无意干涉叙内政。他警告黎巴嫩真主党立即停止对叙利亚局势的干涉，要求该组织的武装人员立即撤出叙利亚。他也呼吁国际社会采取措施防止叙局势进一步恶化，敦促安理会同意在叙设立“禁飞区”。

## 罷黜
2013年6月16日，穆尔西发布政令决定调任及任命17名省长，这一举动被认为是埃及省级人事调动的“大举措”。而埃及最大的反对派联盟“救国阵线”呼吁在6月30日（穆尔西上台执政一周年）举行大规模示威游行，以实现“恢复革命并纠正革命走向”迫使穆尔西下台并提前举行总统选举。与此相对应，穆尔西的支持者们6月21日在开罗纳赛尔城集会游行声援总统穆尔西，并呼吁所有埃及人通过非暴力和平的方式表达自己的诉求。6月30日，支持者与反对者同时举行大规模集会和游行活动表达各自对政府的态度，埃及媒体认为，埃及的伊斯兰派与自由派之间存在的分歧造成社会分裂和局势不稳，只有通过对话实现全国和解才能恢复政局稳定，政治稳定后才能吸引投资、发展旅游业以实现经济发展改善民生。
2013年7月3日晚間，軍方領導人、國防部長阿卜杜勒-法塔赫·塞西將軍宣佈暫停憲法，並成立過渡政權。
在埃及军方设置的48小时解决危机最后期限到期后的数小时，埃及军方与反对派举行了会晤。2013年7月4日，埃及军方宣布进行政治过渡，罢黜穆尔西。穆尔西随后遭到军方软禁。
穆尔西支持者指责称这是一场军事政变。据路透社报道，埃及军方领导人国防部长塞西7月3日晚发表电视讲话称，军方与穆尔西此前的谈判宣告失败，穆尔西7月2日的演讲没能满足人民的要求。
塞西公布了军方提出的埃及未来发展路线图，主要内容包括：暂停使用现行宪法，提前举行总统选举，最高宪法法院院长将在总统选举前暂行总统职权，成立联合政府，成立专门委员会商讨修改宪法。埃及军方已经禁止总统穆尔西及其所属的埃及穆兄会数名高层出国，埃及警方目前已下令逮捕300名穆斯林兄弟会领导人及成员。10月9日，埃及穆斯林兄弟会被埃及当局正式解散。

### 受审与获刑
2014年1月，遭罷免的穆爾西接受審訊，穆爾西控罪有四項，包括埃及2011年爆發革命時逃獄、藐視埃及司法制度、前年煽動穆斯林兄弟會支持者攻擊反對派示威者、及與外來武裝組織串聯損害國家利益。穆爾西與另外三十五名兄弟會成員周日出庭應訊，他們被關在一個隔音玻璃囚牢，讓法官自行決定何時讓被告們發言。被告的辯護團隊不滿法庭安排，早在上次聆訊時已離場抗議，現由埃及律師公會派員替他們辯護。
2014年7月，国际特赦组织发表报告批评埃及人权状况全面倒退，报告称埃及现政府为清除穆尔西的支持者仅去年一年就逮捕了至少1.6万人，埃及警方对被拘留者使用电击、强奸、戴手铐、吊在门框上等各种酷刑折磨手段，导致80名被捕者已在拘留期间死亡，报告还说2014年就已有1247人被判处死刑。军方支持的埃及现政府在过去的一年中大规模审判了数千名穆兄会支持者，受到联合国和国际人权组织的广泛批评。
2015年4月21日，穆尔西因2012年总统府门前抗议者被杀一案被埃及法院判处20年监禁，人权观察表示该判决有“严重的错误”（badly flawed），并带有明显的政治动机。2015年5月16日，穆尔西与100多名被告因2011年的越狱案被埃及法院判处死刑，穆尔西的律师表示将对死刑判决提起上诉，穆兄会的支持者号召对穆尔西的死刑判决展开抗议活动；埃及最高宗教领袖大穆夫提将于6月2日就该判决給予意見，但其意見不具法律約束力。
2016年11月15日，最高法院撤銷穆爾西的死刑判決，並下令重審他的越獄罪案件。

### 重審與病逝
2019年6月17日，穆爾西向法官作供20分鐘後出現暈眩，迅速被送去醫院後被證實不治，終年67歲。官方表示，穆尔西死于心脏病发作。穆尔西生前有健康问题，包括糖尿病和肝脏和肾脏疾病。但与其他囚犯不同，埃及当局一直拒绝为穆尔西提供必须的药品和食品，并且埃及当局在六年的囚禁中只允许其家人探访3次。在穆尔西死后，埃及检察官萨德克宣布对穆尔西死因进行调查。

## 个人生活
妻子纳格拉·阿里·马哈穆德，1962年出生于埃及的艾因沙姆斯，是穆尔西的表妹。在埃及接受高中教育，于1979年同穆尔西结婚，当时还是高中生。婚后不满两年，前往美国，在美国加入穆兄会。在加利福尼亚的伊斯兰中心从事教育方面的慈善工作，1985年回国。纳格拉是虔诚的穆斯林，没上过大学，经常佩戴面罩。
两人共育有5名子女：长子Ahmed是沙特阿拉伯东部一家医院的泌尿和外科的一名医生。Alshaimaa、Osama、Omar所学的专业分别为理科、法学和工商，幼子Abdullah是名高中生，其中有两位是出生于加州的美国公民。